# Talsperre Castro
Die Talsperre Castro (spanisch Presa de Castro) ist eine Talsperre mit Wasserkraftwerk in der Gemeinde Fonfría, Provinz Zamora, Spanien. Sie staut den Duero zu einem Stausee auf. Die Talsperre dient der Stromerzeugung. Mit ihrem Bau wurde 1946 begonnen; sie wurde 1952 (bzw. 1953) fertiggestellt. Die Talsperre ist im Besitz von Iberdrola Generacion S.A. und wird auch von Iberdrola betrieben.

## Absperrbauwerk
Das Absperrbauwerk ist eine Gewichtsstaumauer aus Beton mit einer Höhe von 55 m über der Gründungssohle. Die Mauerkrone liegt auf einer Höhe von 568,3 m über dem Meeresspiegel. Die Länge der Mauerkrone beträgt 144 m. Das Volumen der Staumauer beträgt 87.000 m³.
Die Staumauer verfügt sowohl über einen Grundablass als auch über eine Hochwasserentlastung. Über den Grundablass können maximal 90 m³/s abgeleitet werden, über die Hochwasserentlastung maximal 10.800 m³/s. Das Bemessungshochwasser liegt bei 7000 m³/s.

## Stausee
Beim normalen Stauziel von 564 m erstreckt sich der Stausee über eine Fläche von rund 1,8 km² und fasst 27 Mio. m³ Wasser; davon können 22,02 Mio. m³ für die Stromerzeugung genutzt werden.

## Kraftwerk
Die installierte Leistung des Kraftwerks beträgt mit zwei Francis-Turbinen und einer Kaplan-Turbine 190 (bzw. 196,9) MW. Die ersten beiden Maschinen mit einer Leistung von jeweils 40 MW gingen 1952 in Betrieb; die zweite mit einer Leistung von 110 MW 1974 (bzw. 1977). Das Maschinenhaus befindet sich auf der rechten Flussseite.
Die Fallhöhe beträgt 38 m für die Turbinen 1 und 2 sowie 38,4 m für die Turbine 3. Der maximale Durchfluss liegt bei 270 m³/s für die Turbinen 1 und 2 sowie bei 340 m³/s für die Turbine 3.